# Burgundi
I Burgundi (Burgundes) erano una tribù germanica dell'Est che potrebbe aver migrato dalla Scandinavia verso l'isola di Bornholm, che in norreno era detta Burgundarholmr (l'isola dei Burgundi) e da qui poi verso l'Europa continentale. Nella Þorsteins saga Víkingssonar, Veseti si stabilì in un'isola (holm) che era anche chiamata Borgund's holm, ovvero Bornholm.
Plinio il Vecchio sosteneva nella sua Naturalis Historia che questa popolazione facesse parte dei Vandali, insieme ai Varinni, i Carini e i Gutoni. La traduzione di Alfredo il Grande di Paolo Orosio usa il nome Burgenda land. Il poeta e antico mitologo Viktor Rydberg (1828-1895) asserisce, da un'antica fonte medioevale Vita Sigismundi, che gli stessi Burgundi mantenevano tradizioni orali sulla loro origine scandinava.

## Storia

### Origini
Le tradizioni burgunde sulle origini scandinave sembrano trovare conferme nella toponomastica successiva e nelle evidenze archeologiche (Stjerna) e molti ritengono verosimili le loro tradizioni. Fu probabilmente perché la Scandinavia era situata oltre il loro orizzonte che le fonti romane più antiche non menzionavano questo popolo (ad es. Tacito che menziona solo una tribù scandinava, i Suiones) e non ci dicono da dove veniva. Intorno all'anno 270 popolazioni burgunde entrano per la prima volta in contatto con l'Impero romano. Nel III secolo, dopo lo sfondamento del limes da parte degli Alemanni, i Burgundi si stabilirono nella regione fra Reno e Meno.
Nell'anno 369 l'imperatore Valentiniano I ottenne il loro aiuto nella guerra contro un'altra tribù germanica, gli Alemanni. A quel tempo i Burgundi vivevano probabilmente nel bacino della Vistola secondo Giordane, storico dei Goti della metà del VI secolo. Tuttavia, i Burgundi sembrano aver avuto relazioni tempestose anche con i Romani, poiché razziavano anche le regioni di frontiera e allargavano la loro influenza più che potevano. I riferimenti che troviamo nelle fonti romane situano i Burgundi a est del Reno, e ritenevano i Burgundi semplicemente una tribù germanica orientale. Qualche tempo dopo la guerra contro gli Alemanni, i Burgundi vennero sconfitti in battaglia da Fastida, re dei Gepidi e furono quasi annientati. All'incirca quaranta anni dopo (fine del IV secolo), i Burgundi ricomparvero.
Approfittando del fatto che Stilicone avesse sguarnito il limes renano di truppe, richiamandole in Italia affinché la difendessero dalle incursioni di Alarico I dei Visigoti prima e di Radagaiso poi, negli anni 406-408 le tribù germaniche settentrionali scavalcarono gli Alemanni a ovest, varcarono il Reno ed entrarono nei territori imperiali (una fase relativamente pacifica delle invasioni barbariche, che corrisponde bene al nome dato loro dagli storici tedeschi: Völkerwanderung, ovvero migrazione dei popoli). Tra di loro vi erano gli Alani, i Vandali, i Suebi e probabilmente i Burgundi, i quali migrarono verso occidente e s'insediarono nella valle del Reno. Pare che al tempo ci fossero relazioni amichevoli tra Burgundi e Unni. Era usanza unna quella di allungare artificialmente il cranio delle femmine fasciandolo molto stretto fin da bambine. Nelle sepolture germaniche si trovano talvolta ornamenti unni e crani femminili trattati in questo modo. A ovest del Reno solo le sepolture burgunde contengono un gran numero di tali crani.
Foederati insediati nella prima metà del V secolo tra Meno e Reno, i Burgundi subirono diversi saccheggi da parte degli Unni di Octar: diecimila di questi furono uccisi da tremila neoconvertiti al cristianesimo alla morte del loro re durante una spedizione nel 430. Nel 436 subirono l'attacco di altri Unni, allora arruolati da Ezio. Lo stesso condottiero romano permise poi ai Burgundi di stanziarsi tra la Saona e il Rodano, in quella che da essi prenderà il nome di Borgogna, per difendere i passi alpini.

### Religione
Da qualche parte nell'Europa orientale i Burgundi furono convertiti al Cristianesimo nella forma ariana, fatto che provocò sospetto e diffidenza tra l'Impero romano d'Occidente (cattolico) e gli stessi Burgundi. Tali sospetti cominciarono a dissiparsi verso l'anno 500 con la stretta amicizia tra re Gundobado, uno degli ultimi re dei Burgundi, e Avito, vescovo di Vienne. I rapporti furono anche migliori con il figlio e successore di Gundobado, Sigismondo che fu egli stesso cattolico e ci sono evidenze del fatto che anche molti Burgundi lo fossero diventati, compresi diversi membri femminili della casa reale. Nel 517 i Burgundi celebrarono il loro concilio nazionale a Epaon.

## Regni burgundi

### Primo regno
Nel 411, il re burgundo Gundicaro (Gundahar o Gundikar, il Gunther della saga dei Nibelunghi) nominò un imperatore fantoccio, Giovino, in collaborazione con Goar, re degli Alani. Con l'autorità del re delle Gallie, da lui controllato, Gundicaro si stabilì sulla riva sinistra (romana)  del Reno, tra i fiumi Lauter e Nahe, impadronendosi di Worms, Spira e Strasburgo. Pare che in base ad una tregua l'imperatore Onorio abbia in seguito ufficializzato la situazione e attribuito ai Burgundi le terre che avevano occupato. Subirono diversi saccheggi da parte degli Unni, ma nel 430, alla morte del loro re Octar e a seguito della loro conversione al cristianesimo, uccisero diecimila unni allo sbaraglio con soli tremila uomini. Nonostante il loro status di foederati, le razzie dei Burgundi nella Gallia Belgica divennero intollerabili e furono bruscamente interrotte nel 436, quando il generale romano Flavio Ezio chiamò in aiuto mercenari unni che invasero il regno renano (e la sua capitale sul vecchio insediamento gallo-romano di Borbetomagus, odierna Worms) nel 437.
Gundicaro fu ucciso in combattimento insieme a circa 20 000 soldati burgundi. La distruzione di Worms e del regno burgundo da parte degli Unni divenne il soggetto di alcune saghe che più tardi furono incorporate nel Nibelungenlied ("La canzone dei Nibelunghi", celebre saga del XII secolo, che metteva per iscritto una lunga tradizione orale) - sul quale Richard Wagner basò il suo ciclo dell'anello - nel quale re Gundicaro (Gunther nell'opera di Wagner) e la regina Brunilde hanno la loro corte a Worms, dove Sigfrido viene a reclamare la mano di Crimilde (nelle fonti nordiche i nomi sono Gunnar, Brynhild e Gudrún). In seguito re Gundicaro e la sua stirpe sono eliminati da Attila, re degli Unni, come vendetta per aver fatto uccidere l'eroe Sigfrido.

### Secondo regno
Dopo l'invasione degli Unni, parte del popolo burgundo si stabilì in Pannonia, mentre agli altri Burgundi, per ragioni non citate nelle fonti, fu concesso per la seconda volta lo status di foederati. Così gli uomini abili alle armi furono integrati nella Militia (l'esercito romano) e nel 443 ebbero da Flavio Ezio il permesso (insieme alle loro famiglie) di insediarsi tra la Saona e il Rodano nella Sapaudia (diversa dall'attuale Savoia), regione che si estendeva tra le Alpi nord-occidentali e la catena del Giura e il cui nome significava "paese dei pini". Sebbene la Sapaudia non corrisponda esattamente a nessuna regione moderna, i Burgundi probabilmente vivevano vicino a Lugdunum, l'odierna Lione. Sembra però che la capitale di questo nuovo regno burgundo fosse l'attuale Ginevra.
L'intenzione di Ezio era probabilmente quella di affidare ai Burgundi la difesa dei valichi alpini. Sembra che dalla morte di Gundicaro abbia regnato un nuovo re di nome Gundioco o Gunderic, presumibilmente figlio di Gundicaro. In totale, otto re della casa di Gundicaro regnarono sui Burgundi fino a che il regno non fu conquistato dai Franchi nel 534. Come alleati della Roma tardo-imperiale, i Burgundi combatterono fianco a fianco con Flavio Ezio e la confederazione di Visigoti e altri popoli, nella sconfitta finale di Attila alla battaglia dei Campi Catalaunici nel 451. L'alleanza tra Burgundi e Visigoti sembrò essere forte, tanto che Gundioco e suo fratello Chilperico I accompagnarono Teodorico II in Spagna per combattere i Suebi nel 455.

#### Espansione e ingerenze nell'Impero

Regno di Borgogna nel V secolo

Nel 455, un riferimento ambiguo in Sidonio Apollinare collega un anonimo capo burgundo traditore con l'assassinio dell'imperatore Petronio Massimo nel caos precedente il sacco di Roma ad opera dei Vandali. Anche il patrizio Ricimero è biasimato e ciò indica il primo segnale del legame esistente tra i Burgundi e Ricimero stesso, che probabilmente era il cognato di Gundioc e zio di Gundobado (Giovanni Malalas, 374).
I Burgundi, confidando nel loro crescente potere, nel 456 negoziarono un'espansione territoriale verso il sud-ovest dell'area Rodano-Saona e un accordo per la spartizione del potere coi senatori romani locali (Mario di Avenches). Nel 457 Ricimero rovesciò un altro imperatore, Avito, innalzando al trono Maggioriano. Questo nuovo imperatore non risultò molto utile per Ricimero e i Burgundi. L'anno dopo la sua ascesa, Maggioriano tolse ai Burgundi le terre che avevano acquisito due anni prima. Dopo aver mostrato ulteriori segnali di indipendenza, fu assassinato da Ricimero nel 461. Nello stesso anno i Burgundi occuparono definitivamente Lione.
Dieci anni dopo, nel 472, Ricimero – che adesso era il genero dell'imperatore d'Occidente Antemio – complottò con Gundobado per uccidere il suocero; Gundobado decapitò (pare di persona) l'imperatore. Ricimero nominò Anicio Olibrio ma entrambi morirono per cause naturali nel giro di pochi mesi. Sembra che Gundobado sia succeduto a Ricimero nella carica di patrizio e nella funzione di manovratore occulto dell'Impero romano d'Occidente, e infatti innalzò Glicerio al trono.
Nel 474 l'influenza burgunda sull'impero sembra sia terminata. Glicerio fu deposto in favore di Giulio Nepote e Gundobado tornò in Burgundia, presumibilmente alla morte di suo padre Gundioco (nel 470). Fu allora, o poco dopo, che il regno burgundo fu diviso tra Gundobado (che ricevette la parte più importante, con Lione capitale) e i suoi fratelli Godigiselo (che forse ricevette Ginevra), Chilperico II (Valence-sur-Rhône) e Gundomaro (Vienne).
Nel 478 il confine meridionale si estendeva fino al fiume Durance con un trattato concluso con i Visigoti. A nord la conquista portò a scacciare gli Alemanni da Langres e Besançon. Il regno fu messo sotto pressione a nord dai Franchi e a sud dai Goti e Visigoti. Gundobado tentò di diminuire queste pressioni legandosi attraverso matrimoni con i re dei regni vicini. Il figlio Sigismondo si sposò con Ariagne, figlia del re degli Ostrogoti Teodorico il Grande, mentre Clotilde figlia di Childerico II sposò il re dei Franchi Clodoveo I.

#### Consolidamento del regno
Secondo Gregorio di Tours, gli anni seguenti il ritorno di Gundobado in Burgundia videro una lotta sanguinosa per il consolidamento del regno. Gregorio afferma che Gundobado assassinò suo fratello Chilperico, ne affogò la moglie e ne esiliò le figlie (una delle quali, Clotilde, divenne nel 493 la moglie di Clodoveo re dei Franchi e si pensa sia stata la responsabile della conversione al cristianesimo di Clodoveo). Questo però viene contestato da alcuni storici, ad esempio Bury che solleva diversi problemi con la cronologia presentata da Gregorio.
Intorno all'anno 500 sembra che Gundobado, mentre era in guerra con Clodoveo, sia stato tradito da suo fratello Godegiselo, che si unì ai Franchi. Le forze unite di Godegiselo e di Clodoveo sconfissero quelle di Gundobado e dei suoi alleati Visigoti. Gundobado si rifugiò temporaneamente ad Avignone, fu capace di rimettere insieme il suo esercito e saccheggiò Vienne, dove Godegiselo e i suoi seguaci furono messi a morte. A questo punto sembra che Gundobado sia rimasto l'unico re dei Burgundi e ciò significa che l'altro suo fratello Gundomaro era già morto, sebbene ciò non sia specificato nelle fonti.
Non si sa di preciso se Gundobado e Clodoveo si siano riconciliati o se Gundobado sia stato costretto ad una specie di vassallaggio dalla precedente vittoria di Clodoveo, fatto sta che nel 506-507 vediamo il re dei Burgundi aiutare i Franchi nella loro vittoria contro i Visigoti di Alarico II e i loro alleati Alemanni. Durante questa fase tumultuosa del regno burgundo, tra il 483 e il 501, Gundobado iniziò a imporre la Lex Gundobada, pubblicandone la prima parte e usando come fonte la Lex Visigothorum. In seguito al consolidamento del suo potere, tra il 501 e la sua morte nel 516, Gundobado pubblicò la seconda parte della sua legge, parte che era di carattere meno burgundo.

### Caduta del regno
A Gundobado successe il figlio maggiore Sigismondo, nel 516, il quale si convertì al cattolicesimo (diversamente dal padre, che era ariano). Questo fatto aggravò le tensioni tra il suo regno e quello degli Ostrogoti. Ad aggravare ulteriormente la situazione intervenne la decisione del re di far uccidere il proprio figlio Sigerico che era nipote del re degli Ostrogoti Teodorico il Grande, perché sospettato di tramare contro di lui.
I Franchi sfruttarono l'occasione invadendo il regno e occupandone la parte nord. Mentre Teodorico occupava la parte sud tra i fiumi Durance e Isère nel 523, Sigismondo venne catturato dai Franchi e venne fatto uccidere da re Clodomiro. Gli successe nel 524 l'ultimo re dei Burgundi Gondomaro, che, dopo vari tentativi di scongiurare l'occupazione franca, venne definitivamente sconfitto ad Autun nel 532. La sconfitta sancì la fine di questo regno che nel 534 venne spartito tra i re merovingi: a Teodeberto I re di Reims spettò il nord; Childeberto I re di Parigi, ricevette il centro con capitale Lione, il sud fino al fiume Durance finì a Clotario I re di Soissons. Da questo momento i Burgundi seguirono il destino del regno dei Franchi.

## Re dei Burgundi
I Burgundi lasciano Bornholm nel 300 circa e si insediano nei pressi della Vistola. Giordane riferisce che in questa zona essi vennero sconfitti dai Gepidi  nel IV secolo e che quindi si spostarono verso la regione del Reno.
- Igillo nel III secolo
- Gjúki (tardo IV secolo - 407)
- Godemaro
- Giselcaro
- Gundicaro (413 - 436)
- Gunderico/Gundioco (436 - 473, durante il suo regno Ezio, tra il 443 e il 447 installa i Burgundi nella Sapaudia o Sabaudia (bacino dell'alto Rodano) contrastato da
- Chilperico I (443 - c.480) che contrasta
- Gundobado (473 - 516)  insieme a
- Gundomaro (473 - 486) insieme a
- Godegiselo (473 - 500)
- Sigismondo (516 - 523)
- Gondomaro o Gundimaro (523 - 532)

## Le leggi burgunde
I Burgundi ci hanno lasciato tre codici di leggi, tra quelli più antichi delle tribù germaniche. Il Liber Constitutionum sive Lex Gundobada ("Il libro della costituzione o Legge di Gundobado"), conosciuta anche come Lex Burgundionum, o più semplicemente come Lex Gundobada o come Liber, fu pubblicata in diverse parti tra il 483 e il 516, principalmente da Gundobado e in parte da suo figlio Sigismondo. Era una compilazione delle leggi consuetudinarie burgunde ed è tipica di molti codici legali germanici di quel periodo. In particolare, il Liber risente molto dell'influenza della Lex Visigothorum e influenzò a sua volta la più tarda Lex Ribuaria. Il Liber è una delle fonti primarie per conoscere la vita contemporanea dei Burgundi e la storia dei suoi re.
Come in molte delle tribù germaniche, le tradizioni legali burgunde permettevano l'applicazione di leggi separate per etnie separate. Perciò, in aggiunta alla Lex Gundobada, Gundobado emanò anche una serie di leggi per i sudditi romani del regno burgundo, la Lex Romana Burgundionum ("Legge Romana dei Burgundi"). In aggiunta ai summenzionati codici, Sigismondo più tardi pubblicò la Prima constitutio.

## La lingua
Si conosce poco della lingua parlata dai Burgundi. Di ceppo germanico orientale, si estinse attorno al VI secolo.

## Arte dei Burgundi
L'arte burgunda, affine a quella dei barbari emigrati verso occidente, conservò una sua autonomia anche dopo la caduta del regno e quindi mantenne un suo spazio all'interno dell'arte franco-merovingia. Sono stati trovati esempi di arte decorativa e di scultura decorativa funeraria nel santuario di Saint-Germain a Auxerre, anche se la tipica arte prodotta dai burgundi fu l'oreficeria, caratterizzata sia dall'antico stile policromo germanico sia dal gusto zoomorfo storicamente successivo. La produzione burgunda si incentrò sull'oggettistica di argento intarsiata con fili in metallo e pietre, sovrastata dalle immancabili fibule e talvolta presentante simboli cristiani. Le gioiellerie più attive sono state rintracciate proprio nella zona della capitale del regno, svelando numerosi esemplari di fibule circolari, mosaici di pietre, vassoi, calici decorati con temi geometrici e monete raffiguranti importanti personaggi burgundi.